# Stixis scortechinii
Stixis scortechinii är en tvåhjärtbladig växtart som först beskrevs av George King, och fick sitt nu gällande namn av M. Jacobs. Stixis scortechinii ingår i släktet Stixis och familjen Stixaceae. Inga underarter finns listade i Catalogue of Life.